# Schafzöllen
De Schafzöllen is een 2399 meter hoge bergtop in de Stubaier Alpen in het Oostenrijkse Tirol.
De berg ligt nabij het wintersportoord Kühtai in de gemeente Silz, ten westen van het stuwmeer Speicher Längental. Ten zuiden van de Schafzöllen ligt de top van de 2574 meter hoge Vordere Karlesspitze. Steunpunt voor een beklimming van de berg vormt de Mittergrathütte op 1956 meter hoogte, net ten oosten van de berg.

## Voetnoten
1. ↑  Austrian Map online 1:50.000 (ÖK 50) van het BEV